# Гвоздевы-Ростовские
Гвоздевы-Ростовские — угасший в конце XVI века русский княжеский род; Рюриковичи, ветвь Ростовского княжеского дома (линия князей Ростовских-Усретинских).  Род князей Гвоздевых внесён в Бархатную книгу.
Родоначальник князь Фёдор Дмитриевич Приимков-Ростовский по прозвищу Гвоздь, единственный сын князя Дмитрия Дмитриевича Приимкова-Ростовского. Потомок Рюрика в XXI колене. Жил во второй половине XV века. Имел четырех сыновей (Ивана, Осипа, Михаила и Бориса). Последним представителем рода был князь Василий Иванович Гвоздев-Ростовский, внук Фёдора Дмитриевича Гвоздя. Вотчина — село Гвоздево.

## Представители рода
| №                                               | Имя, Отчество                                   | № отца                                          | Примечание |
| Поколенная роспись по А.Б. Лобанову-Ростовскому | Поколенная роспись по А.Б. Лобанову-Ростовскому | Поколенная роспись по А.Б. Лобанову-Ростовскому | Поколенная роспись по А.Б. Лобанову-Ростовскому                                                                                       |
| ----------------------------------------------- | ----------------------------------------------- | ----------------------------------------------- | --- |
| 1                                               | Фёдор Дмитриевич                                |                                                 | Родоначальник, имел прозвище Гвоздь.                                                                                                  |
| 2                                               | Иван Фёдорович                                  | 1                                               | Дворянин московский и голова, казнен по приказу Ивана Грозного по подозрению в отравлении царской невесты Евдокии Сабуровой († 1571). |
| 3                                               | Осип Фёдорович                                  | 1                                               | Голова и воевода, царский шут Ивана Грозного, который заколол его ножом († 1570).                                                     |
| 4                                               | Михаил Фёдорович                                | 1                                               | 2-й воевода Сторожевого полка (1588), дворянин при Золотой Грановитой палате (1597).                                                  |
| 5                                               | Борис Фёдорович                                 | 1                                               | Известен только по родословной росписи.                                                                                               |
| 6                                               | Василий Иванович                                | 2                                               | Стольник (1598), бездетный, последний представитель рода.                                                                             |
| Княжеский род Гвоздевы-Ростовские угас          |                                                 |                                                 | |

100 процентного подтверждения не найдено